# Jesper M. Sjöberg
Jesper M. Sjöberg, född 13 augusti 1978 i Osby, är en svensk sångare, skådespelare och komiker.

## Filmografi
- Den utvalde
- Det ordet finns inte

## Teater

### Roller (ej komplett)
| År        | Roll           | Produktion                                                                      | Regi             | Teater                              |
| --------- | -------------- | ------------------------------------------------------------------------------- | ---------------- | ----------------------------------- |
| 2003      | Rolf           | Sound of Music Richard Rodgers och Oscar Hammerstein                            | Staffan Aspegren | Göteborgsoperan                     |
| 2004      | Chino          | West Side Story Leonard Bernstein, Stephen Sondheim och Arthur Laurents         | Georg Malvius    | Wermland Opera                      |
| 2005      | Ensemble       | Skönheten och odjuret Alan Menken, Howard Ashman, Tim Rice och Linda Woolverton | Hans Berndtsson  | Skövde stadsteater/ Göteborgsoperan |
| 2007      | Jamie          | My Fair Lady Frederick Loewe och Alan Jay Lerner                                | Rikard Bergqvist | Göteborgsoperan                     |
| 2009      | The Big Bopper | The Buddy Holly Musical Alan Janes och Rob Bettinson                            | Pontus Ströbaek  | Göta Lejon                          |
| 2014      | Ensemble       | Flashdance the musical Tom Hedley och Robert Cary                               | Anders Albien    | Chinateatern                        |
| 2018-2020 | Ensamble       | Varning på stan, nu mår kung i baren illa igen                                  | Rikard Bergqvist | Göta Lejon                          |

- I hetaste laget (Norrbottensteatern)
- Kapten Krok i Peter Pan (Lisebergsteatern)

### Fotnoter
1. ↑  ”Sound of Music”. Göteborgsoperan. Arkiverad från originalet den 6 mars 2018. https://web.archive.org/web/20180306022830/http://sv.opera.se/forestallningar/the-sound-of-music-2003-2004/. Läst 6 mars 2018.
2. ↑  ”West Side Story”. Wermland Opera. http://wermlandopera.com/evenemang/west-side-story. Läst 23 september 2015.
3. ↑  ”Skönheten och odjuret”. Göteborgsoperan. Arkiverad från originalet den 6 mars 2018. https://web.archive.org/web/20180306023040/http://sv.opera.se/forestallningar/skonheten-och-odjuret-2004-2005/. Läst 6 mars 2018.
4. ↑  Göteborgsoperan (27 september 2007). ”Premiär för höstens stora musikal My Fair Lady”. Pressmeddelande.  Läst 21 april 2018.
5. ↑  Johanna Paulsson (14 februari 2009). ”'The Buddy Holly Musical' på Göta Lejon”. Dagens Nyheter. http://www.dn.se/kultur-noje/scenrecensioner/the-buddy-holly-musical-pa-gota-lejon/. Läst 17 september 2016.
6. ↑  ”Cast/Musiker”. Flashdance the musical. Arkiverad från originalet den 20 juni 2015. https://web.archive.org/web/20150620002757/http://www.flashdance-themusical.se/om-showen/castmusiker/. Läst 3 september 2015.